# Ranrupt
Ranrupt je občina v departmaju Bas-Rhin francoske regije Alzacija.
Leta 2012 je v občini živelo 348 oseb oz. 24 oseb/km².